# K. Todd Freeman
Kenneth Todd Freeman (* 9. Juli 1965 in Houston) ist ein US-amerikanischer Schauspieler. Er wurde für zwei Tony Awards nominiert und hat einen Drama Desk Award gewonnen.

## Leben
Freeman wurde in Houston geboren und ging auf die örtliche High School for the Performing and Visual Arts, bevor er 1987 seinen Abschluss an der University of North Carolina School of the Arts machte.
Freeman war seit 1993 Mitglied der Steppenwolf Theatre Company in Chicago. Im selben Jahr wurde er nominiert für den Tony Award/Bester Hauptdarsteller aufgrund seines Auftritts im Apartheid-Drama The Song of Jacob Zulu. Erst kürzlich spielte Freeman in Chicago und am Broadway die Rolle von Doktor Dillamond in Wicked auf seiner Nordamerika-Tour. 2015 wurde er für den zweiten Tony Award, dieses Mal für den Titel Bester Nebendarsteller, nominiert, nachdem er Sissy Na Na in Airline Highway gespielt hat. Er gewann den Drama Desk Award für den besten Nebendarsteller in einem Schauspiel für dieselbe Rolle.
Er hat außerdem unterstützende Rollen in verschiedenen Filmen wie Ein Mann – Ein Mord (1997), Gottes Werk & Teufels Beitrag (1999) und The Dark Knight (2008). Im Fernsehen erhielt er eine wiederkehrende Rolle in der Serie Buffy – Im Bann der Dämonen als Mr. Trick.
Er trat in Steppenwolf Theatre Companys Produktion von Downstate auf, die am 18. November 2018 zu Ende ging.
Er stellte Mr. Poe in der von Netflix produzierten und 2017 erschienenen Comedy-Drama-Serie Eine Reihe betrüblicher Ereignisse dar.

## Auftritte

### Bühne
| Jahr | Titel                            | Rolle          | Anmerkungen |
| ---- | -------------------------------- | -------------- | --- |
| 1993 | The Song of Jacob Zulu           | Jacob Zulu     | Broadway Nominierung – Tony Award/Bester Hauptdarsteller                                                           |
| 2001 | Einer flog über das Kuckucksnest | Dr. Spivey     | Broadway |
| 2013 | Fetch Clay, Make Man             | Stepin Fetchit | Off-Broadway, Obie Award für schauspielerische Leistung                                                            |
| 2014 | Wicked                           | Dr. Dillamond  | Broadway |
| 2015 | Airline Highway                  | Sissy Na Na    | Broadway Drama Desk Award for Outstanding Featured Actor in a Play Nominierung – Tony Award/Bester Nebendarsteller |

### Film
| Jahr | Titel                                    | Rolle               | Anmerkungen |
| ---- | ---------------------------------------- | ------------------- | ----------- |
| 1990 | Street Hunter                            | Pretzel             |             |
| 1991 | Ricochet – Der Aufprall                  | Talk Show Guest     |             |
| 1991 | Grand Canyon – Im Herzen der Stadt       | Wipe                |             |
| 1994 | Full Cycle                               | Clerk               |             |
| 1995 | Jeffrey                                  | Barney’s Waitor     |             |
| 1996 | Eraser                                   | Duton               |             |
| 1996 | Hausarrest                               | Officer Davis       |             |
| 1997 | Ein Mann – Ein Mord                      | Kenneth McCullers   |             |
| 1997 | Am Ende der Gewalt                       | Six O One           |             |
| 1998 | Life in the Fast Lane                    | Stan/Suzie          |             |
| 1999 | Gottes Werk & Teufels Beitrag            | Muddy               |             |
| 2008 | The Dark Knight                          | Polk                |             |
| 2008 | The Lucky Ones                           | Detective # 2       |             |
| 2014 | Teenage Mutant Ninja Turtles             | Dr. Baxter Stockman |             |
| 2015 | Anesthesia                               | Joe                 |             |
| 2017 | Pirates of the Caribbean: Salazars Rache | Captain Morgan      |             |

### Fernsehen
| Jahr      | Titel                              | Rolle                     | Anmerkungen                              |
| --------- | ---------------------------------- | ------------------------- | ---------------------------------------- |
| 1991      | College Fieber                     | Novian Winters            | Episode: „Zensur – Nein Danke!“          |
| 1991      | The Killing Mind                   | Fred Robinson             | Fernsehfilm                              |
| 1992      | Brooklyn Bridge                    | Scoot                     | Episode: „On the Road“                   |
| 1993      | Tracey Ullman Takes on New York    | Byron                     | Fernsehfilm                              |
| 1993      | Ghostwriter                        | Malenga                   | Episode: „Lost in Brooklyn: Part 1“      |
| 1995      | Strange Luck                       | Driving Instructor        | Episode: „Over Exposure“                 |
| 1995–97   | New York Cops – NYPD Blue          | Arthur Cartwell           | 3 Episoden                               |
| 1996      | Sisters                            | Chardonay/Larry           | 2 Episoden                               |
| 1996–97   | Dangerous Minds                    | Jerome Griffin            | 17 Episoden                              |
| 1998      | Ein Hauch vom Himmel               | Vincent 'Vinegar' Finegar | Episode: „Doodlebugs“                    |
| 1998–99   | Buffy – Im Bann der Dämonen        | Mr. Trick                 | 5 Episoden                               |
| 2000      | City of Angels                     |                           | Episode: „Cry Me a Liver“                |
| 2011      | A Gifted Man                       | Officer Dale Woodrow      | Episode: „Rasende Wut“                   |
| 2014      | Believe                            | Gary Wise                 | Episode: „Together“                      |
| 2014      | Elementary                         | Raphael                   | Episode: „Terra Pericolosa“              |
| 2015      | Law & Order: Special Victims Unit  | Mr. Reynolds              | Episode: „Unbewaffnet“                   |
| 2016      | Blindspot                          | Marcus                    | Episode: „Meisterdiebe“                  |
| 2016      | The OA                             | Masters                   | Episode: „Rückkehr“                      |
| 2017–2019 | Eine Reihe betrüblicher Ereignisse | Mr. Poe                   | 22 Episoden                              |
| 2019      | The Blacklist                      | Hobbs                     | Episode: „The Osterman Umbrella Company“ |